# The Untamed (film 1920)
The Untamed è un film muto del 1920 diretto da Emmett J. Flynn. Prodotto dalla Fox Film Corporation, aveva come interpreti Tom Mix, Pauline Starke, George Siegmann, P.M. McCullough, Charles K. French, Frank Clark.
La sceneggiatura di H.P. Keeler si basa sull'omonimo romanzo, pubblicato a New York nel 1919, di cui era autore Max Brand (pseudonimo sotto il quale si celava Frederick Faust).

## Trama

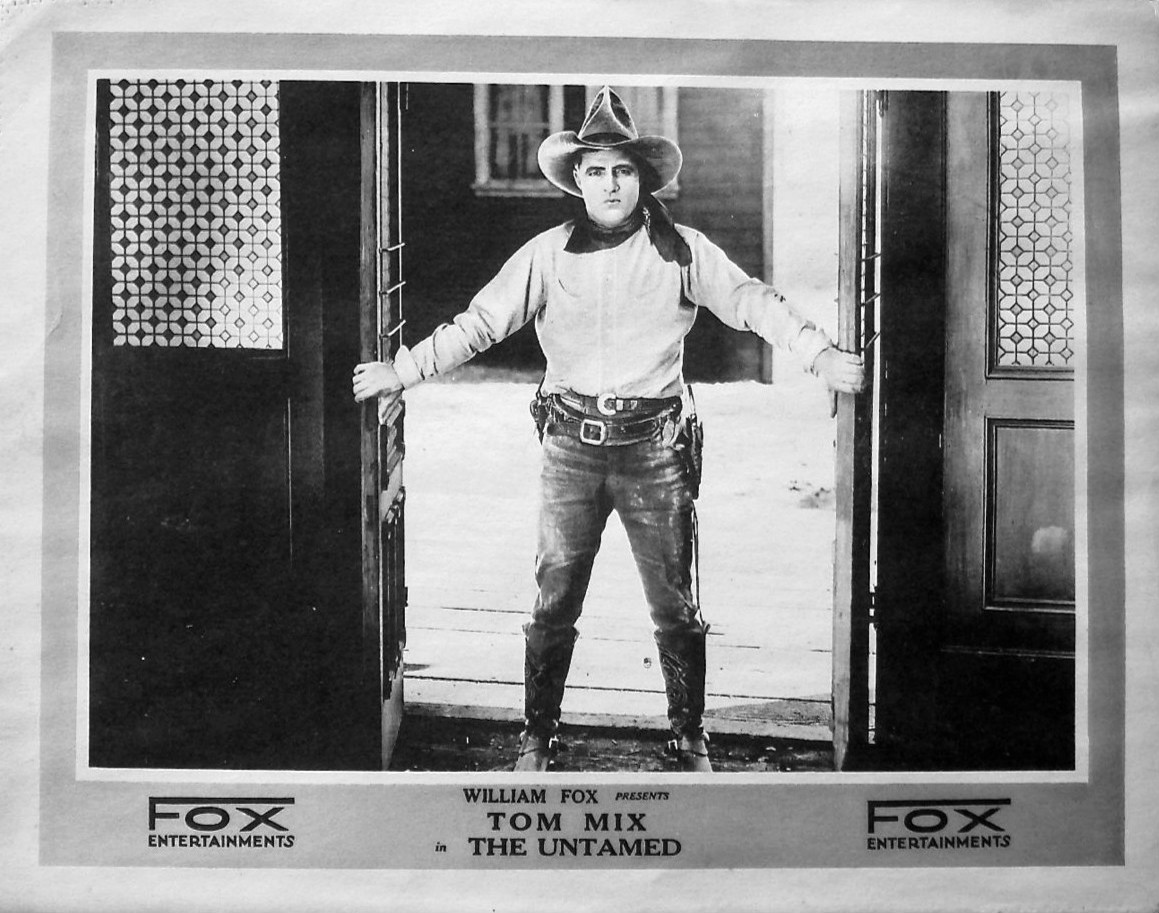
Tom Mix

Whistling Dan è un giovane indomito: salvato ancora ragazzo dal deserto da Joe Cumberland che lo prende nella sua fattoria crescendolo insieme a sua figlia Kat, Dan possiede un temperamento caldo che accende i suoi occhi di bagliori gialli quando si arrabbia. Durante una rissa da saloon, Jim Silent, un fuorilegge, cerca di ucciderlo. Dan giura di vendicarsi. Kate, cercando di impedire che uccida Silent, si reca nel campo dei fuorilegge, ma viene fatta prigioniera. Lo scontro tra i due avversari sale di intensità quando Dan cattura Lee Haines, uno degli uomini di Silent, e lui, per rappresaglia, prende il padre di Kate. Dopo uno scambio di prigionieri, Dan riesce ad avere ragione di tutti i fuorilegge, eliminandoli a uno a uno, senza riuscire però a giungere al loro capo. Quando finalmente si giunge allo scontro finale, Dan uccide anche Silent, strangolandolo. Completata la sua vendetta, l'indomito Dan sembra aver raggiunto un po' di pace che trova anche nel suo rapporto con Kate.

## Produzione
Il film fu prodotto dalla Fox Film Corporation.

## Distribuzione
Il copyright del film, richiesto da William Fox, fu registrato il 5 settembre 1920 con il numero LP15524.
Distribuito dalla Fox Film Corporation, il film uscì nelle sale statunitensi il 29 agosto 1920.

### Conservazione
Copia completa della pellicola (positivo 35 mm) si trova conservata negli archivi del George Eastman House di Rochester.